# Lavas
Lavas (Levisticum officinale) is een vaste plant uit de schermbloemenfamilie (Umbelliferae of Apiaceae). De plant is ook wel bekend onder de naam maggiplant, omdat de sterke geur ervan doet denken aan het maggi-aroma, Lavas is echter geen ingrediënt van het originele recept van Maggi. Lavas is een kruidachtige plant die afkomstig is uit Zuid-Europa. De Romeinen verspreidden het kruid met hun veroveringstochten door Europa. De plant is oorspronkelijk afkomstig uit Zuidoost-Azië en Iran. De soort is nu te vinden in heel Europa en Noord-Amerika maar ook sporadisch in het noorden van Thailand.
De plant groeit op zeer voedzame grond in de zon, is vochtminnend en kan hoger dan twee meter worden. Lavas heeft holle stengels en grote schermen.

## Toepassingen
Zowel de bladeren als de zaden worden gebruikt in de keuken en hebben een selderij-achtige smaak. Bladeren worden gebruikt in stoofpotten, salades, sauzen en soepen. Het zaad wordt gebruikt om brood smaak te geven. Lavas kan gebruikt worden als smaakversterker.
Lavas verlicht spijsverteringsproblemen.

## Volksnamen
Lavas heeft vele volksnamen, zoals maggiplant, lubbestok, leverstok, bastaardselder, bergselder, Franse selder, Russische selder, lavaselder, manskracht, processieplant en sermontaine.